# Xiaomi Mi 10 Lite
Xiaomi Mi 10 Lite 5G — смартфон середнього рівня від компанії Xiaomi, який позиціонується як спрощена версія Xiaomi Mi 10. Був представлений 27 березня 2020 року разом з глобальними моделями Xiaomi Mi 10 та Mi 10 Pro. Також 27 квітня 2020 року в Китаї разом з новою версією оболонки MIUI 12 був представлений Xiaomi Mi 10 Youth Edition (також знаний як Xiaomi Mi 10 Lite Zoom Edition), який є варіантом Mi 10 Lite 5G для китайського ринку з перископічним телеоб'єктивом.

## Дизайн
Передня панель виконана зі скла Corning Gorilla Glass 5, а задня панель та рамка — з глянцевого пластику.
Ззаду смартфони мають нетиповий дизайн як для смартфонів Xiaomi. Mi 10 Youth Edition, на відміну від Mi 10 Lite 5G, отримав меншу товщину — 7,88 мм проти 7,98 мм у Mi 10 Lite 5G.
Знизу розміщено роз'єм USB-C, динамік, мікрофон та лоток під 2 SIM-картки, зверху — 3,5 мм аудіороз'єм, другий мікрофон та ІЧ-порт, а справа — гойдалка регулювання гучності та кнопка блокування.
Mi 10 Lite 5G був доступний в 3 кольорах: Twilight Grey (сірий), Aurora Blue (синій) та Dream White (білий).
Xiaomi Mi 10 Youth Edition продавався в 5 кольорах: Licorice Black (сірий), Berry Blue (синій), Peppermint Green (зелений), Tangy Orange (помаранчевий) та Peach Pink (рожевий).

## Технічні характеристики

### Апаратне забезпечення
Смартфони отримали систему на кристалі середнього рівня Qualcomm Snapdragon 765G з підтримкою 5G. Mi 10 Lite 5G продавався в конфігураціях 6/64, 6/128 та 8/256 ГБ, а Mi 10 Youth Edition — 6/64, 6/128, 8/128 та 8/256 ГБ.
Батарея отримала об'єм 4160 мА·год та підтримку швидкої зарядки потужністю 20 Вт.
Пристрої отримали 6,57-дюймовий дисплей типу AMOLED з роздільною здатністю Full HD (2340 × 1080), щільністю пікселів 392 ppi, співвідношенням сторін 19,5:9, підтримкою технології HDR10+ та краплеподібним вирізом. Також під дисплей вбудовано оптичний сканер відбитків пальців.
Mi 10 Lite 5G отримав основну квадрокамеру із ширококутним об'єктивом на 48 Мп з діафрагмою f/1.8 і фазовим автофокусом, надширококутним об'єктивом на 8 Мп з діафрагмою f/2.2 та макрооб'єктивом і сенсором глибини по 2 Мп з діафрагмою f/2.4. В Mi 10 Youth Edition замість сенсора глибини встановлено перископічний телеоб'єктив на 8 Мп з діафрагмою f/3.4, фазовим автофокусом, оптичною стабілізацією зображення, 5-кратний оптичний та 50-кратний гібридний зум. Також обидві моделі мають ширококутну передню камеру на 16 Мп з діафрагмою f/2.5. Основна камера смартфонів вміє записувати відео в роздільній здатності 4K@30fps, а передня — в 1080p@30fps.

### Програмне забезпечення
Смартфони були випущені на MIUI 11 на базі Android 10 і були пізніше оновлені до MIUI 13 на базі Android 12.